# Petrovo polje
Petrovo polje – polje w Chorwacji, położone na terenie Dalmacji.

## Opis
Rozciąga się pomiędzy górami Svilaja (wschód, południowy wschód), Promina (północny zachód) i Moseć (południe, południowy zachód). Jego wymiary to 18 × 8 km. Zajmuje powierzchnię 57 km². Jego wysokość bezwzględna waha się w przedziale 260–330 m n.p.m. Przepływa przez nie rzeka Čikola.
Przez północną część polja od 1877 roku przebiega linia kolejowa Knin – Drniš – Split. Głównymi drogami biegnącymi przez polje są trasy Knin – Drniš – Szybenik i Drniš – Sinj.
Największe miejscowości położone na tym obszarze to: Drniš, Gradac, Ružić, Kljake, Kričke, Kadina Glavica, Otavice, Biočić, Parčić i Miočić. Miejscowa gospodarka opiera się głównie na rolnictwie (hodowla owiec, bydła i trzody chlewnej).